# Arthur Schnabel
Arthur Heinrich Schnabel (16. září 1947 Schweigen, Německo – 22. října 2018) byl západoněmecký zápasník – judista, sumista, bronzový olympijský medailista z roku 1984.

## Sportovní kariéra
K judu se dostal teprve ve svých 22 letech v Mannheimu, kde žil a pracoval jako pekař-cukrář. Kombinoval několik sportů – zápasil, vzpíral, hrál fotbal, boxoval a byl u začátků sportovního suma v devadesátých letech.
V roce 1976 se stal ve svých 29 letech poprvé členem západoněmecké judistické reprezentace a vybojoval si účast na olympijských hrách v Montrealu. Naději na olympijskou medaili mu však vzal ve třetím kole překvapivě mohutný Senegalec Djiba na šido. V dalších letech si držel pozici amatéra a mezi váhové kategorie se nedostával. Trenéři však využívali jeho bojovnosti a zkušeností v kategorii bez rozdílu vah. V roce 1980 přišel kvůli bojkotu o olympijské hry v Moskvě, vydržel však další čtyři roky a v roce 1984 byl v 37 letech součástí západoněmeckého výběru pro olympijské hry v Los Angeles. Na těchto olympijských hrách sice vybojoval bronzovou olympijskou medaili, ale do historie se zapsal svým zápasem druhého kola proti fenomenálnímu Japonci Jasuhiro Jamašitovi, ve kterém se Jamašita vážně zranil. V seniorské reprezentaci skončil záhy, ale sportovní kariéru zatím neukončil. V roce 2015 získal jeden z mnoha svých titulů mistra světa v judu mezi veterány.

## Výsledky

### Váhové kategorie
| Turnaj             | 1976           | 1977           | 1978           | 1979           | 1980       | 1981       | 1982       | 1983       | 1984       |
| Turnaj             | 29             | 30             | 31             | 32             | 33         | 34         | 35         | 36         | 37         |
| Turnaj             | polotěžká váha | polotěžká váha | polotěžká váha | polotěžká váha | těžká váha | těžká váha | těžká váha | těžká váha | těžká váha |
| ------------------ | -------------- | -------------- | -------------- | -------------- | ---------- | ---------- | ---------- | ---------- | ---------- |
| Olympijské hry     | úč.            |                |                |                | —          |            |            |            | —          |
| Mistrovství světa  |                |                |                | —              |            | —          |            | —          |            |
| Mistrovství Evropy | 3.             | 3.             | 5.             | —              | —          | —          | —          | —          | —          |

### Bez rozdílu vah
| Turnaj             | 1976 | 1977 | 1978 | 1979 | 1980 | 1981 | 1982 | 1983 | 1984 |
| Turnaj             | 29   | 30   | 31   | 32   | 33   | 34   | 35   | 36   | 37   |
| ------------------ | ---- | ---- | ---- | ---- | ---- | ---- | ---- | ---- | ---- |
| Olympijské hry     | —    |      |      |      | —    |      |      |      | 3.   |
| Mistrovství světa  |      |      |      | úč.  |      | úč.  |      | úč.  |      |
| Mistrovství Evropy | ?    | ?    | ?    | ?    | ?    | 3.   | 3.   | úč.  | úč.  |